# ヴァウォジン
ヴァウォジン（ベラルーシ語: Валожын）はミンスク州 Minsk Province の市（Горад / ホラド）。ロシア帝国時代はユダヤ人定住区域のヴィリナ県に属し、リトアニアのヴォロジンとも言われた。1995年のセンサスでは人口は1万1500人。位置は北緯54度5分 東経26度31分 / 北緯54.083度 東経26.517度、ミンスクの75キロメートル北西。
ヴァウォジンカ Vałožynka 川に跨る。
ヴォロジンは19世紀初期のラビ・ハイム・ヴォロジン en:Chaim Volozhin によって創設されたイェシーバー（タルムードを学ぶ場所）のある場所で、ヴォロジン・イェシーバー Volozhin yeshiva として知られた。

## 都市名
ベラルーシ語でヴァウォジンと呼ばれ（Вало́жын, [vaˈɫoʐɨn]）、ロシア語ではヴォロジン（Воло́жин）と呼ばれる。
そのほか、ポーランド語でヴォウォジン（Wołożyn）、イディッシュ語でヴォロジン（וואָלאָזשין）、リトアニア語でヴァラジナス（Valažinas）と呼ばれる。

## 歴史
1905年にはティシュケヴィッツ公 Tishkewitz の領域に属していた。ユダヤ教徒は16世紀の中ごろには居住していた。1803年、ハイム・ベン・ソロモン、後のハイム・ヴォロジンによってイェシーバーが設立された。

## ゆかりの人物
出身者：
- ハイム・ヴォロジン Chaim Volozhin
- イツハク・ベン・ハイム Isaac ben Chayyim - タルムーディスト[1]
- ラビ・メイール・バル＝イラン Meir Bar-Ilan - バル＝イラン大学の創設者

移住者：
- ナフタリ・ツヴィ・イェフダ・ベルリン Naftali Zvi Yehuda Berlin - ローシュ・イェシーバー Rosh yeshiva。ミールの出身[2]
- ジョーゼフ・ソロヴェイチク - ポーセーク posek（ハラーハーの代表的なラビ）の一人。幼い時に移住し、ラビに学んだ
- ヴィルナのガオン Vilna Gaon
- ハイム・ナフマン・ビアリク - ヴォリニア出身で、イェシーバーで学んだ
- イェヒエル・ミヘル・エプシュタイン Yechiel Michel Epstein - バブルイスク出身のポーセークの一人。
- バルーフ・エプシュタイン Baruch Epstein - ノヴォグルドク出身のトーラー註解書で有名なラビで、イェシーバーで学んだ
- アブラハム・ハルカヴィ Abraham Harkavy - ノヴォグルドク出身の歴史家、オリエンタリスト（東洋学者）。イェシーバーで学んだ
- ハイム・ベルリン Chaim Berlin - モスクワの首席ラビで、イェシーバーで学んだ